# Elis Bento
Pour les articles homonymes, voir Bento (homonymie).
Elis Cristina Bento est une joueuse brésilienne de volley-ball née le 4 mai 1988 à Sacramento (Minas Gerais). Elle mesure 1,71 m et joue au poste de réceptionneuse-attaquante. 

## Clubs
| Club             | De        | À         |
| ---------------- | --------- | --------- |
| Sesi Esporte     | 2005-2006 | 2005-2006 |
| EC União Suzano  | 2006-2007 | 2006-2007 |
| EC Banespa       | 2007-2008 | 2008-2009 |
| Praia Clube      | 2009-2010 | 2009-2010 |
| Vôlei Futuro     | 2010-2011 | 2010-2011 |
| Praia Clube      | 2011-2012 | 2011-2012 |
| Rio do Sul       | 2012-2013 | 2012-2013 |
| São Bernardo     | 2013-2014 | 2013-2014 |
| Rio do Sul       | 2014-2015 | 2014-2015 |
| Volley Köniz     | 2015-2016 | 2015-2016 |
| Terville FOC     | 2016-2017 | 2017-2018 |
| Clube Curitibano | 2018-2019 | 2018-2019 |
| CV Logroño       | 2019-2020 | 2019-2020 |
| Engelholms VS    | 2020-2021 | …         |

## Palmarès
- Supercoupe d'Espagne
  - Vainqueur: 2019.
- Copa de la Reina
  - Vainqueur : 2020.